# Iglesia de Nuestra Señora de los Ángeles (Cortes de Arenoso)
La iglesia parroquial de Nuestra Señora de los Ángeles, localizada en el municipio de Cortes de Arenoso, en la comarca del Alto Mijares es un lugar de culto catalogado como Bien de relevancia local, según la Disposición Adicional Quinta de la Ley 5/2007, de 9 de febrero, de la Generalidad Valenciana, de modificación de la Ley 4/1998, de 11 de junio, del Patrimonio Cultural Valenciano (DOCV Núm. 5.449 / 13/02/2007), con código identificativo: 12.08.048-005.
Pertenece al arciprestazgo 14, conocido como de San Vicente Ferrer, con sede en Lucena del Cid, del Obispado de Segorbe-Castellón.
El actual templo fue finalizado en 1545 y en su interior pueden contemplarse destacables retablos de estilo gótico, así como cruces procesionales.